# Jeannelotte Hertzberger

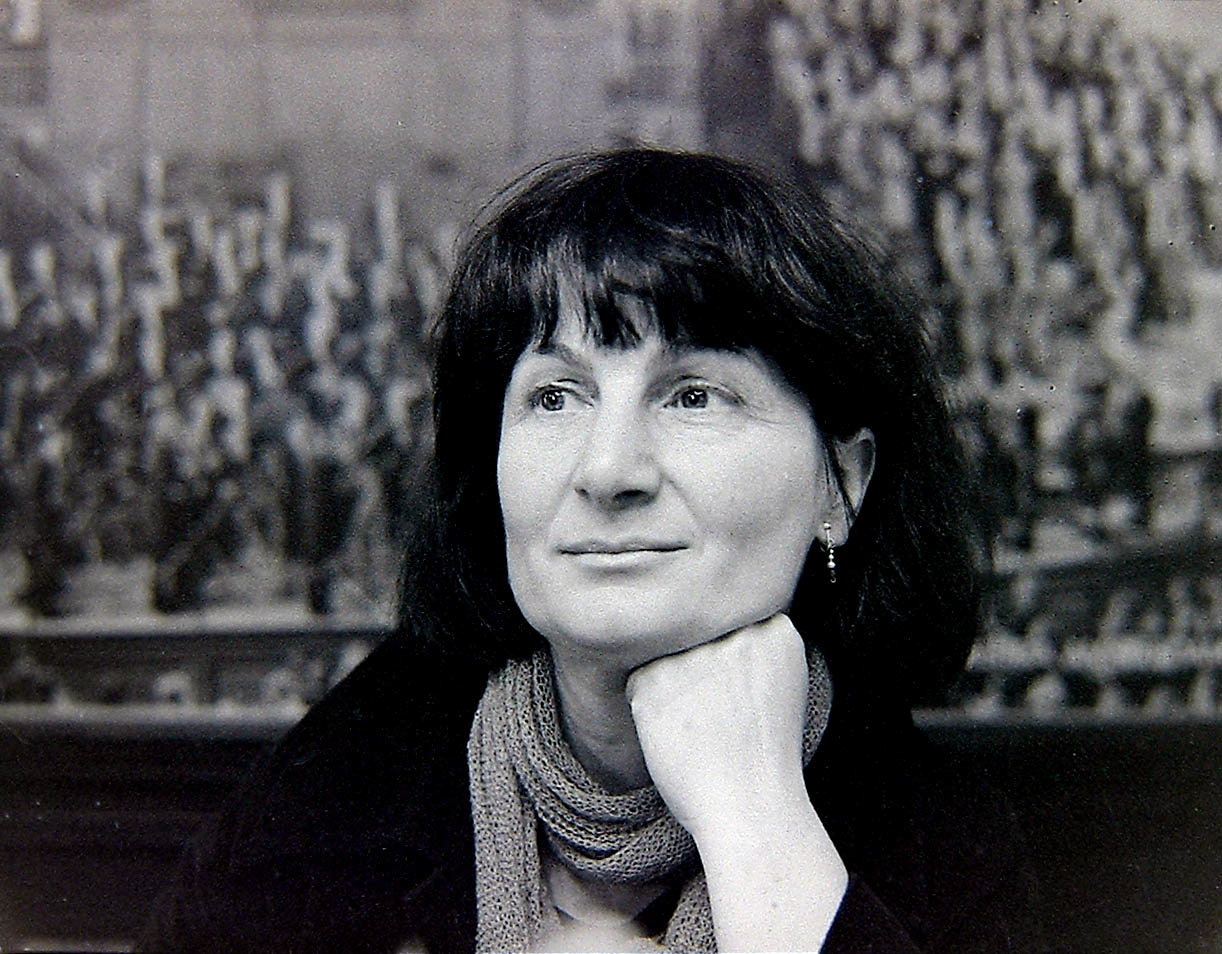
Jeannelotte Hertzberger (1935)

Charlotte Adriana (Jeannelotte) Hertzberger (Amsterdam, aangegeven 24 april 1935) is een Nederlands violiste.
Ze is dochter van arts Herman Hertzberger en Margaretha Johanna Albertha Prins. Zij is de zus van de architect Herman Hertzberger. Broer Paul Hertzberger was voor 1982 enige tijd betrokken bij Donemus (public relations). 
Zij was van 1960 tot 1981 getrouwd met Maarten Bon met wie ze jarenlang een viool-piano-duo vormde.  Ze droeg ook enige tijd zijn naam (Jeannelotte Bon). Vanaf 1983 leeft zij samen met Jan Hulst. 
Ze groeide op in Amsterdam en volgde Montessorionderwijs aan de Middelbare meisjesschool (MMS) met in 1954 staatsexamen MO..
Hertzberger begon op jonge leeftijd met vioollessen. Ze studeerde na inleidende studie bij Herman Krebbers bij Oskar Back aan het Amsterdams Muzieklyceum (diploma 1954). In 1953 verkreeg ze al een Vriendenkrans van het gelijknamige concours. Ze deed in 1955 mee aan de Koningin Elisabethwedstrijd (selectiewedstrijd viool, tweede ronde), maar Bert Senofsky won. Dit leidde onder meer tot een beurs van de Franse Ambassade, waardoor ze les kon nemen bij René Benedetti, maar ook concerten in Parijs kon volgen en geven (strijktrio). Zij behaalde de Prix d’Excellence (1960) met een concert in de kleine zaal van het Concertgebouw. 
Ze won het I.C.C. concours te Amsterdam (tweede prijs, omdat er geen eerste prijs viel te vergeven  en was eersteprijswinnares van het internationaal vioolconcours te Orense (Spanje). Zij was voor 1960 vijf jaren violiste in het Nederlands Kamerorkest onder leiding van Szymon Goldberg. Ze speelde in de jaren zestig mee in de voorloper van het Schönberg Ensemble onder leiding van Reinbert de Leeuw. In de jaren zestig en zeventig was zij de primarius (eerste violist) van eerst haar eigen strijkkwartet en vervolgens het Amsterdams Strijkkwartet met violist Hans Dusoswas/ Jan Hulst, altviolist Rena Scholtens.en cellist René van Ast, voorkomend uit het Nederlands Kamerorkest. Het kwartet hief zichzelf op in 1982.
Jeannelotte Hertzberger was hoofdlerares viool en kamermuziek aan het Sweelinck Conservatorium in Amsterdam en het Gronings Conservatorium. 